# Christian Wikström
Christian Wikström född 10 februari 1987, är en åländsk politiker som tillhör högerpartiet Obunden Samling för Åland. Han var Ålands infrastrukturminister mellan december 2019 och december 2023. 
I valet 2023 ställde Wikström ånyo upp och valdes in som ordinarie ledamot. Wikström innehar posten som ordförande för Social- och Miljöutskottet.
På sidan av sitt lagtingsuppdrag är Wikström företagare och även vice ordförande för sitt parti.